# Chassalia grandifolia
Chassalia grandifolia är en måreväxtart som beskrevs av Dc.. Chassalia grandifolia ingår i släktet Chassalia och familjen måreväxter.
Artens utbredningsområde är Mauritius. Inga underarter finns listade i Catalogue of Life.